# Station Izel
Station Izel is een voormalig spoorwegstation aan spoorlijn 165 in Izel, een deelgemeente van de Belgische stad en gemeente Chiny. Het station met telegrafische code MZ werd op 03 juni 1984 gesloten.
0,0: Libramont ·
2,5: Recogne ·
3,8: Neuvillers ·
7,5: Rossart ·
12,2: Bertrix ·
16,1: Orgéo ·
17,6: Saint-Médard ·
20,6: Straimont ·
25,5: Les Épioux ·
30,7: Lacuisine ·
32,5: Florenville ·
36,2: Pin ·
37,7: Izel ·
40,0: Jamoigne ·
43,5: Saint-Vincent-Bellefontaine ·
46,9: Lahage ·
50,8: Meix-devant-Virton ·
53,5: Houdrigny ·
57,2: Virton ·
59,6: Chenois-Latour ·
62,9: Latour ·
63,7: Ruette ·
65,1: Saint-Remy ·
67,6: Signeulx ·
70,1: Baranzy ·
72,0: Musson ·
74,6: Halanzy ·
78,9: Aubange ·
81,9: Athus